# Brandon McNulty
Brandon McNulty, född 2 april 1998 i Phoenix, är en amerikansk professionell landsvägscyklist.

## Karriär
McNulty har cyklat professionellt sedan 2017. Bland hans meriter kan nämnas 1 etappseger i Giro d'Italia år 2023. År 2024 vann han Volta a la Comunitat Valenciana.